# Tommy (banda sonora)
Tommy es un álbum del grupo británico The Who, publicado como banda sonora de la película homónima por la compañía discográfica Polydor Records en marzo de 1975. La banda sonora fue utilizada en el largometraje Tommy, estrenado en 1975 y basado en la ópera rock homónima publicada en 1969. El proyecto fue supervisado por Pete Townshend, en el cual reutilizó la orquestación no grabada en el álbum original mediante el uso de sintetizadores. La banda sonora también empleó músicos de sesión como Caleb Quaye, Phil Chen y Nicky Hopkins, así como a Ronnie Wood y al futuro sustituto de Keith Moon, Kenney Jones.

## Lista de canciones
Todas las canciones escritas y compuestas por Pete Townshend excepto: "Eyesight to the Blind" por Willie "Sonny Boy" Williamson, "Cousin Kevin" y "Fiddle About" por John Entwistle, y "Tommy's Holiday Camp" por Keith Moon. La voz principal de cada canción se indica entre paréntesis.
Cara A
1. "Prologue - 1945" (Instrumental) – 2:55
2. "Captain Walker/It's a Boy" (Pete Townshend, Margo Newman y Vicki Brown) – 2:38
3. "Bernie's Holiday Camp" (Oliver Reed, Alison Dowling y Ann-Margret) – 3:42
4. "1951/What about the Boy?" (Ann-Margret y Oliver Reed) – 2:49
5. "Amazing Journey" (Pete Townshend) – 3:19
6. "Christmas" (Ann-Margret, Alison Dowling y Oliver Reed) – 3:59
7. "Eyesight to the Blind" (Eric Clapton) – 3:21

Cara B
1. "The Acid Queen" (Tina Turner) – 3:47
2. "Do You Think It's Alright? (1)" (Ann-Margret y Oliver Reed) – 0:57
3. "Cousin Kevin" (Paul Nicholas) – 3:07
4. "Do You Think It's Alright? (2)" (Ann-Margret y Oliver Reed) – 0:46
5. "Fiddle About" (Keith Moon) – 1:40
6. "Do You Think It's Alright? (3)" (Ann-Margret y Oliver Reed) – 0:29
7. "Sparks" (Instrumental) – 3:07
8. "Extra, Extra, Extra" (Simon Townshend) – 0:37
9. "Pinball Wizard" (Elton John) – 5:22

Cara C
1. "Champagne" (Ann-Margret y Roger Daltrey) – 4:43
2. "There's a Doctor" (Oliver Reed y Ann-Margret) – 0:29
3. "Go to the Mirror" (Jack Nicholson, Roger Daltrey y Ann-Margret) – 3:49
4. "Tommy, Can You Hear Me?" (Ann-Margret) – 0:55
5. "Smash the Mirror!" (Ann-Margret) – 1:22
6. "I'm Free" (Roger Daltrey) – 2:36
7. "Mother and Son" (Ann-Margret y Roger Daltrey) – 2:36
8. "Sensation" (Roger Daltrey) – 2:49

Cara D
1. "Miracle Cure" (Simon Townshend) – 0:23
2. "Sally Simpson" (Pete Townshend y Roger Daltrey) – 5:38
3. "Welcome" (Roger Daltrey, Ann-Margret y Oliver Reed) – 4:15
4. "T.V. Studio" (Ann-Margret y Oliver Reed) – 1:14
5. "Tommy's Holiday Camp" (Keith Moon) – 1:29
6. "We're Not Gonna Take It" (Roger Daltrey) – 4:46
7. "See Me, Feel Me/Listening to You" (Roger Daltrey) – 4:19

## Personal
The Who comprende la banda de respaldo en la mayoría de las canciones. Toda la instrumentación, acreditada o no, es de ellos, a excepción de otros músicos alternativos indicados en la lista siguiente canción por canción:
The Who
- Roger Daltrey: voz
- John Entwistle: bajo y orquestación
- Keith Moon: batería y percusión
- Pete Townshend: guitarras, teclados, sintetizador

Otros músicos
| Prologue - 1945 - John Entwistle: sección de cuerdas - Pete Townshend: resto de instrumentos Captain Walker/It's a Boy - Pete Townshend: todos los instrumentos 1951/What about the boy? - Nicky Hopkins: piano - Mike Kelly: batería - Mick Ralphs, Caleb Quaye: guitarras - Chris Stainton: órgano Amazing Journey - Phil Chen: bajo - Nicky Hopkins: piano - Tony Newman: batería Christmas - Nicky Hopkins: piano Eyesight to the Blind - Eric Clapton: voz y guitarra - Kenney Jones: batería Acid Queen - Kenney Jones: batería - Nicky Hopkins: piano - Ronnie Wood: guitarra - Tina Turner: voz principal Do You Think It's Alright? (1, 2 & 3) - Phil Chen: bajo - Graham Deakin: batería - Nicky Hopkins: piano - Alan Ross: guitarra acústica Cousin Kevin - Tony Newman: batería - Dave Wintour: bajo | Extra, Extra, Extra - Kenney Jones: batería - Alan Ross: guitarra acústica - Tony Stevens: bajo Pinball Wizard - Elton John: voz y piano - Davey Johnstone: guitarra - Dee Murray: bajo - Nigel Olsson: batería - Ray Cooper: percusión There's a Doctor - Kenney Jones: batería - Alan Ross: guitarra acústica - Chris Stainton: piano - Ronnie Wood: guitarra Go to the Mirror - Richard Bailey: batería - Phil Chen: bajo - Nicky Hopkins: piano - Caleb Quaye: guitarra principal Tommy, Can You Hear Me - Nicky Hopkins: piano - Alan Ross, Chris Stainton: guitarra acústica Smash the Mirror! - Kenney Jones: batería - Alan Ross: guitarra acústica I'm Free - Nicky Hopkins: piano - Kenney Jones: batería Mother and Son - Pete Townshend: todos los instrumentos | Sensation - Phil Chen: bajo - Nicky Hopkins: piano - Alan Ross: guitarra acústica Miracle Cure - Kenney Jones: batería - Alan Ross: guitarra acústica - Tony Stevens: bajo Sally Simpson - Phil Chen: bajo - Eric Clapton: guitarra - Graham Deakin: batería - Nicky Hopkins: piano Welcome - Pete Townshend: todos los instrumentos T.V. Studio - Pete Townshend: todos los instrumentos Tommy's Holiday Camp - Gerald Shaw: órgano We're Not Gonna Take It - Nicky Hopkins: piano - Mike Kelly: batería - Alan Ross: guitarra acústica - Fuzzy Samuels: bajo - Chris Stainton: órgano - Caleb Quaye: guitarra See Me, Feel Me/Listening To You - Nicky Hopkins: piano - Chris Stainton: órgano |